# بيبي جونز
بيبي جونز (بالإنجليزية: Bibi Jones)‏ (مواليد 23 يوليو 1991) هي ممثلة أفلام إباحية وعارضة أزياء أمريكية سابقة.

## روابط خارجية
- بيبي جونز على موقع IMDb (الإنجليزية)
- بيبي جونز على موقع IMDb (الإنجليزية)
- بيبي جونز على موقع قاعدة بيانات الفيلم (الإنجليزية)